# Crassispira aequatorialis
Crassispira aequatorialis é uma espécie de gastrópode do gênero Crassispira, pertencente à família Pseudomelatomidae.